# Heiås
Heiås is een plaats in de Noorse gemeente Trøgstad, fylke Østfold. Heiås telt 693 inwoners (2007) en heeft een oppervlakte van 0,81 km².